# Golders Green

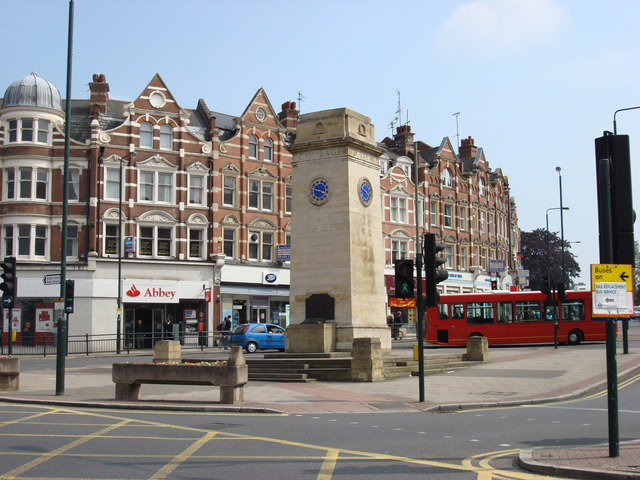
A torre do relógio de Golders Green

Golders Green é uma área no bairro de Barnet, em Londres, Inglaterra. Apesar de ter um pouco de história antes, é essencialmente desenvolvido no século XIX no subúrbio situado a cerca de 5,3 milhas (8,5 km) a noroeste de Charing Cross e centrado na encruzilhada de Golders Green Road e Finchley Road.
No início do século XX cresceu rapidamente após a abertura de uma estação de metropolitano, ao lado do hipódromo de Golders Green, e por aí ficar a casa da Orquestra de Concertos da BBC, por muitos anos. Em Golders Greeen há uma grande variedade de tipologias de habitação, e a rua principal é movimentada por comércio intenso. A área é conhecida especialmente por sua grande população judaica.

## Demografia
Golders Green é um bairro cosmopolita. Tem muitas famílias proeminentes. Tem havido uma comunidade judaica proeminente desde o século XX. Há também muitos japoneses e asiáticos e outras famílias que vivem no bairro também.

## Economia
A área tem restaurantes com cozinhas de todo o mundo, desde a comida kosher, através de indianos, tailandeses, japoneses, restaurantes chinês, coreano e italiano. mais de uma dúzia de cafés; juntamente com uma série de lojas de produtos de nicho, incluindo dois japoneses, dois iranianos, dois coreanos e uma malaia.

## Transporte
Golders Green é uma estação de metrô de Londres, na Linha do Norte. É a primeira estação de superfície no ramo Edgware quando em direção ao norte. No pátio da estação fica a estação de ônibus de Golders Green . Este é um importante polo de autocarros de Londres, em North West London. Comboios da National Express também param na estação de ônibus antes / depois centro de Londres.

## Educação
Há seis escolas estaduais auxiliadas primárias em Golders Green, que incluem:. Brookland infantil e júnior, infantil subúrbio Jardim & Junior, Menorah escola primária e Wessex Gardens Henrietta Barnett Escola está localizada no subúrbio próximo Hampstead Garden.

## Pessoas notáveis
- Helena Bonham Carter, atriz, nasceu em Golders Green.